# Thermocyclops schuurmanae
Thermocyclops schuurmanae – gatunek widłonoga z rodziny Cyclopidae. Takson ten opisał w 1928 roku niemiecki zoolog Friedrich Kiefer, nadając mu nazwę Mesocyclops schuurmanae. Jako miejsce typowe autor wskazał jeziora Florida Lake i Kensington Lake w pobliżu Johannesburga (Południowa Afryka).